# Paština Závada
Paština Závada (maďarsky Pásztorzávod, do roku 1907 Pastinazávada) je obec na Slovensku v okrese Žilina. Žije v ní 260 obyvatel. První písemná zmínka o vesnici pochází z roku 1402.

## Přírodní poměry
Obec se nachází v Súľovských vrších, v údolí Závadského potoka, asi 12 km západně od Žiliny. V blízkosti se nachází CHKO Strážovské vrchy a severní výběžky Súľovských skal, které vytváří jedinečnou siluetu Hričovského hradu.

## Galerie

Paština Závada
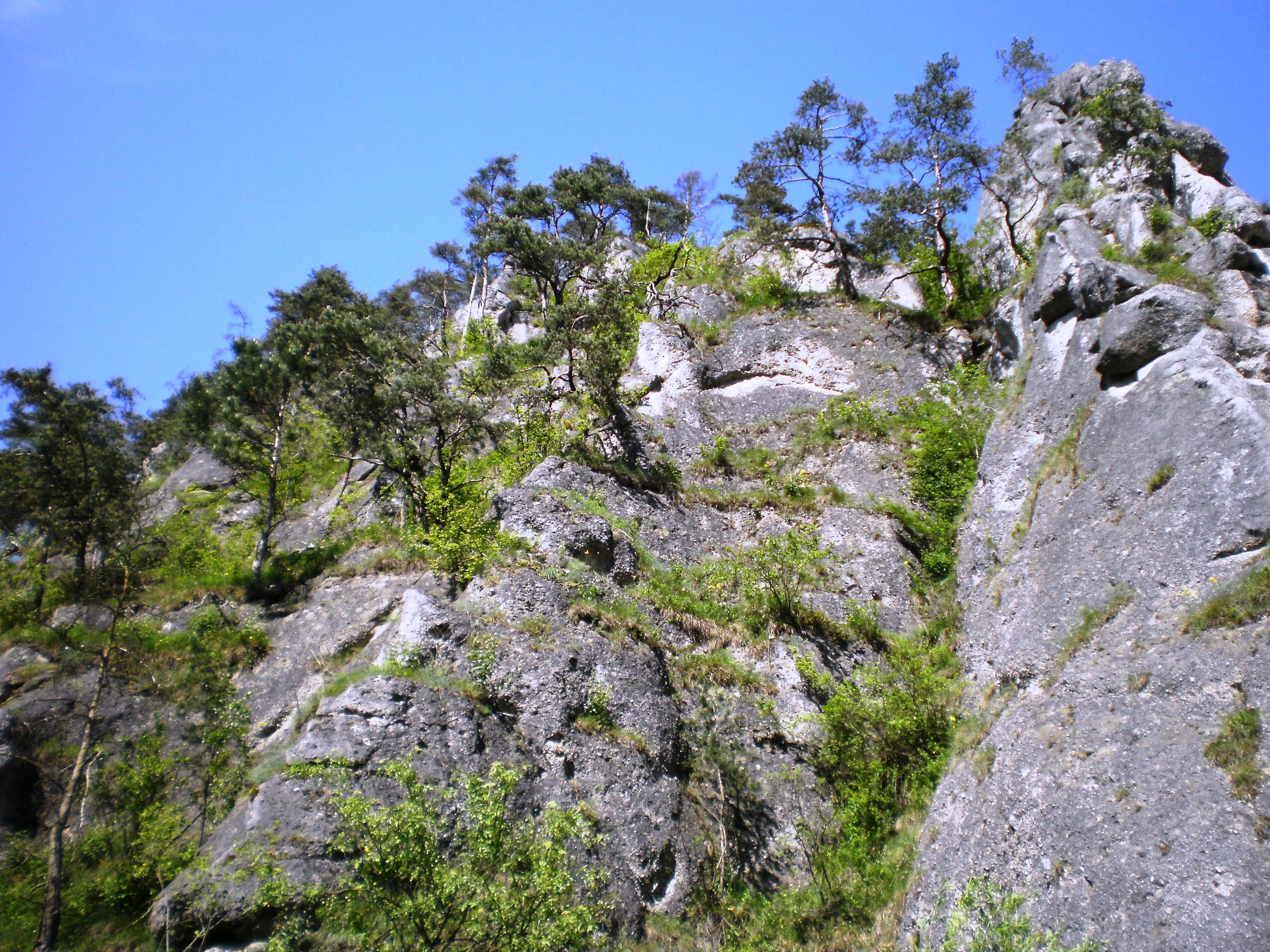
Skály
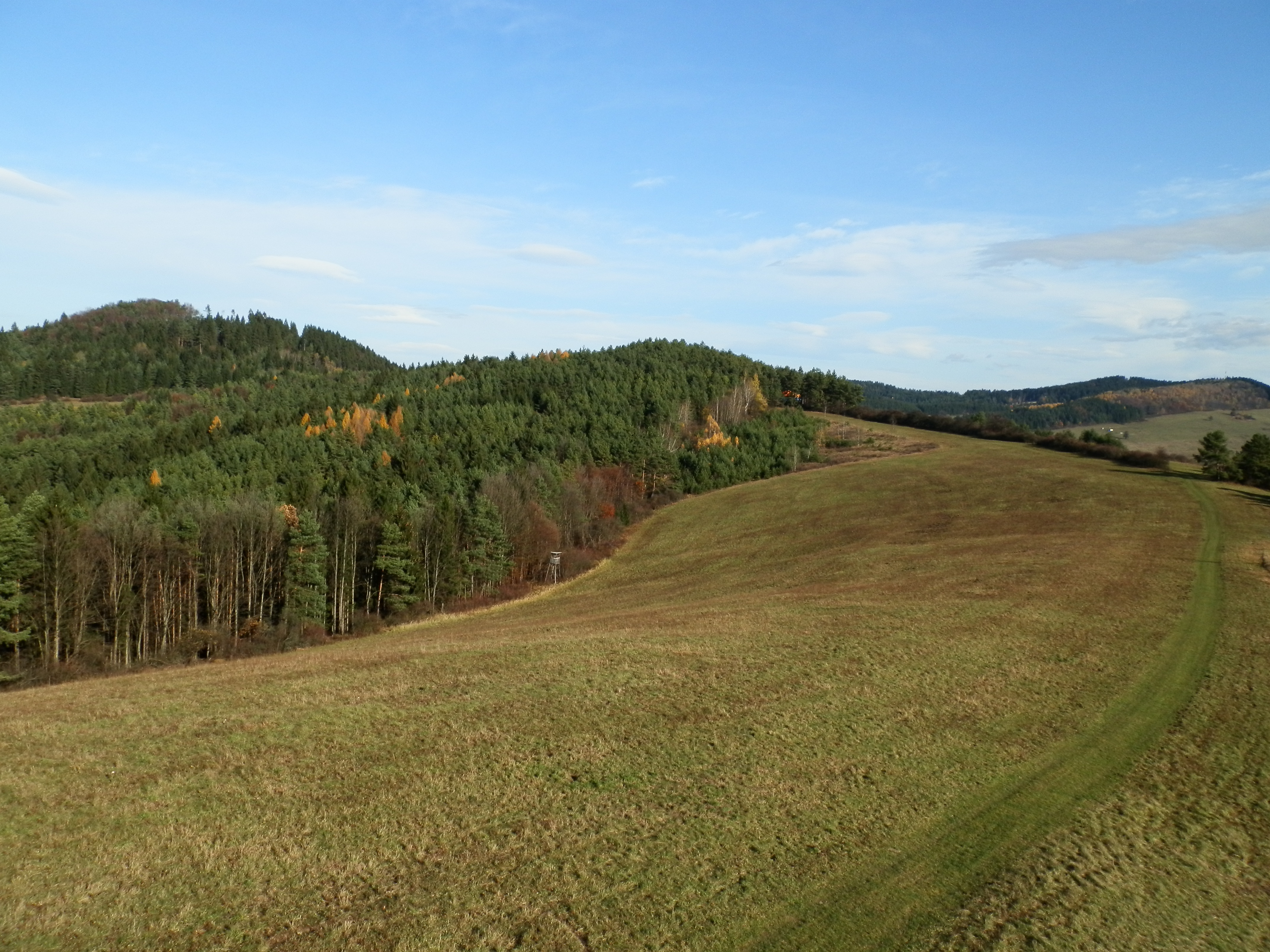
Nad Paštinou
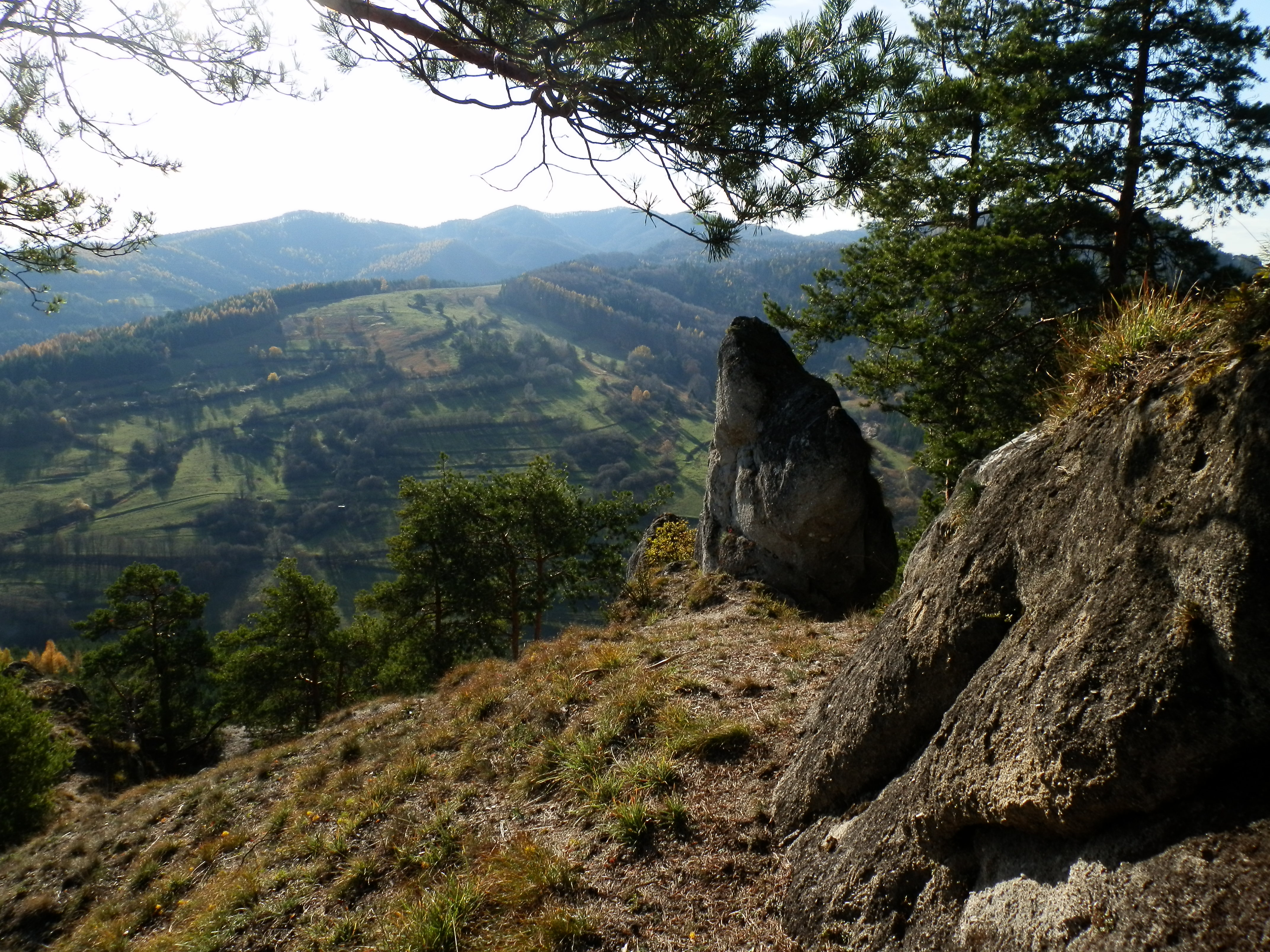
Vyhlídka
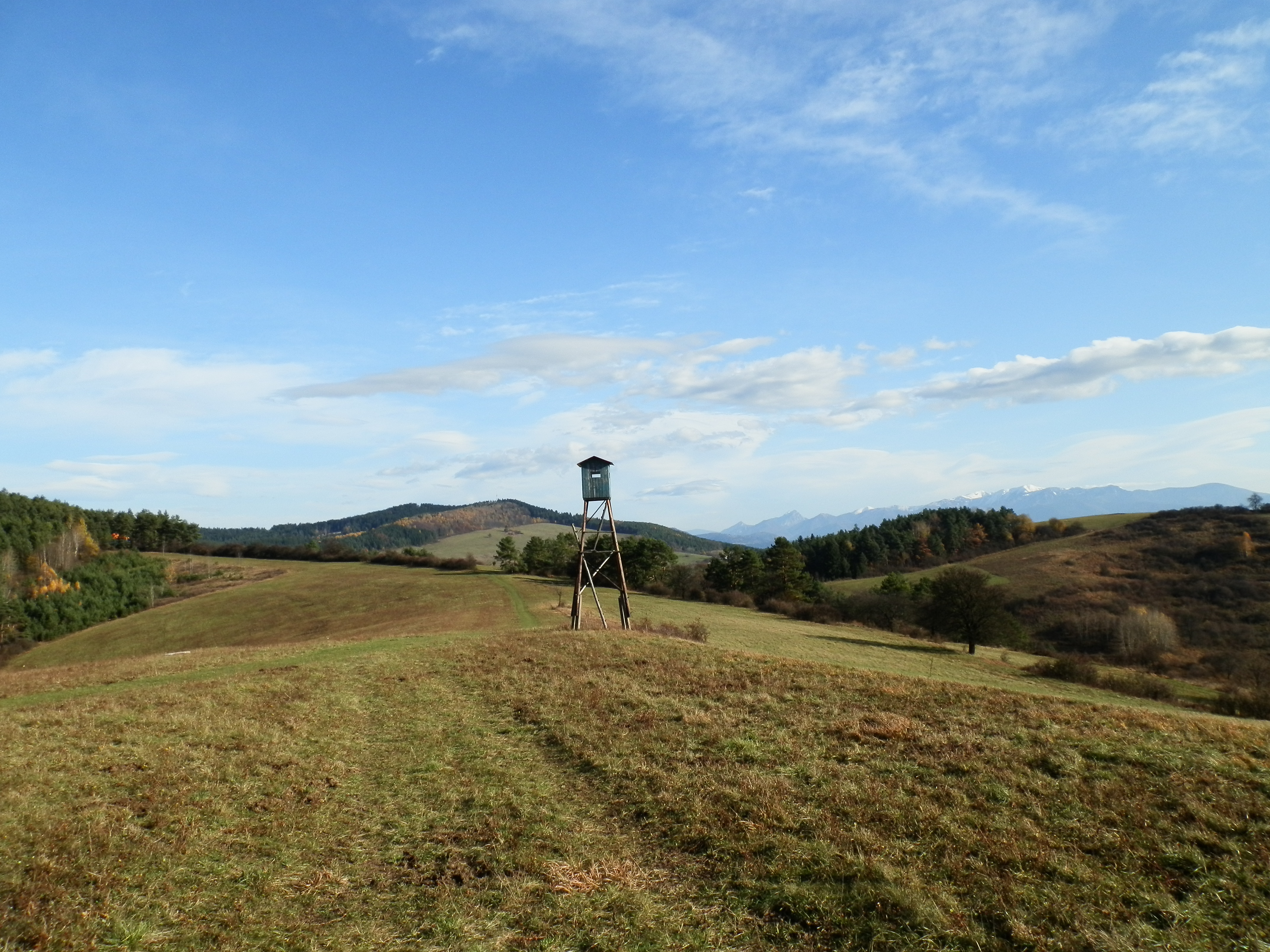
Posed